# Пелла, Джузеппе
Джузеппе Пелла (итал. Giuseppe Pella, 18 апреля 1902, Вальденго, Пьемонт, Италия — 31 мая 1981, Рим) — деятель правого крыла Христианско-демократической партии, Председатель Совета Министров Италии и министр иностранных дел с 17 августа 1953 по 12 января 1954.
Секретарь министерства финансов, затем министр финансов в правительстве Альчиде де Гаспери, в 1948 был назначен министром государственных имуществ, на этом посту вызвал неприязненное отношение к себе со стороны коммунистов, социалистов и некоторых других партий своей либерально-монетаристской политикой.
В 1953 стал премьер-министром в заведомо временном правительстве, созданном для урегулирования политического кризиса. Вызвал конфликт с Тито по поводу Триеста своими националистическими заявлениями, что вызвало его отставку. В том же году после смерти де Гаспери Пелла стал председателем Европейского парламента и занимал эту должность до 1956.
С 19 мая 1957 по 1 июля 1958 — вновь министр иностранных дел в правительстве Адоне Дзоли, с 15 февраля 1959 по 23 марта 1960 — в правительстве Антонио Сеньи, в 1960—1962 — министр бюджета в правительстве Аминторе Фанфани. Враждебно относившийся к альянсу с социалистами, Пелла после этого ушёл из политики до 1972, когда он на непродолжительный срок стал министром финансов в недолговечном правительстве Джулио Андреотти. До 1976 был сенатором.